# سامي جيفارا
سامي جيفارا هو مصارع محترف أمريكي ولد في 28 يوليو 1993،يعمل حالياً في آول إليت ريسلينغ.

## روابط خارجية
- سامي جيفارا على موقع WrestlingData.com (الإنجليزية)
- سامي جيفارا على موقع CageMatch worker (الإنجليزية)
- سامي جيفارا على موقع قاعدة بيانات المصارعة على الإنترنت (الإنجليزية)
- سامي جيفارا على موقع عالم المصارعة على الإنترنت (الإنجليزية)
- سامي جيفارا على موقع عالم المصارعة على الإنترنت (الإنجليزية)